# Belvédère du Trou de Fer
Le belvédère du Trou de Fer est un point de vue panoramique sur le Trou de Fer, une dépression géologique du massif du Piton des Neiges, dans les Hauts de l'île de La Réunion, un département et région d'outre-mer français dans le sud-ouest de l'océan Indien. Situé à environ 1 340 mètres d'altitude dans les confins de la commune de Salazie, il est protégé au sein du parc national de La Réunion. On l'atteint par le sud-ouest via un sentier appelé sentier du Trou de Fer qui traverse la forêt de Bélouve.